# ویوین مالون مایس
ویوین مالون مایس (انگلیسی: Vivienne Malone-Mayes; ۱۰ فوریهٔ ۱۹۳۲ – ۹ ژوئن ۱۹۹۵) ریاضی‌دان و استاد اهل ایالات متحده آمریکا بود. او خواص توابع و همچنین روش‌های تدریس ریاضیات را مطالعه کرد. مایس پنجمین زن آفریقایی-آمریکایی بود که دکترای ریاضیات را در ایالات متحده گرفت و اولین عضو آفریقایی-آمریکایی هیئت علمی دانشگاه بیلور بود.

## زندگی
ویوین لوسیل مالون در ۱۰ فوریه ۱۹۳۲ در واکو، تگزاس در خانواده پیزارو و ورا استل آلن مالون به دنیا آمد. او با چالش‌های آموزشی مرتبط با زندگی در یک جامعه آفریقایی-آمریکایی در جنوب، از جمله مدارس جدا از هم مواجه شد، اما تشویق والدینش که هر دو مربی بودند، او را به ادامه تحصیل سوق داد.
او در سال ۱۹۴۸ از دبیرستان AJ Moore فارغ‌التحصیل شد و در سن ۱۶ سالگی وارد دانشگاه فیسک شد و در آنجا مدرک کارشناسی (۱۹۵۲) و سپس مدرک کارشناسی ارشد (۱۹۵۴) خود را گرفت. ویوین پس از شروع تحصیل زیر نظراویلین بوید گرنویل، ریاضی‌دان و دانشمند علوم کامپیوتر و لی لورچ، از پزشکی به ریاضیات روی آورد.
گرانویل یکی از پنج زن آفریقایی-آمریکایی بود که دکترای خود را در ریاضیات دریافت کرد. هنگامی که او در کلاس ۶ بود مورد آزار و اذیت معلمان و دانش آموزان قرار می‌گرفت. وقتی او نمره پایینی می‌گرفت، همه معلمان و دانش آموزان به دلیل رنگ پوستش و اینکه نمره پایینی می‌گرفت او را مورد اذیت قرار می‌دادند. او همیشه احساس می‌کرد که همه را ناامید کرده‌است، زیرا تنها زن سیاهپوست کلاسش بود و همه همکلاسی‌هایش او را نادیده می‌گرفتند.

## حرفه
پس از کسب مدرک کارشناسی ارشد، او به مدت هفت سال ریاست دپارتمان ریاضیات را در کالج پل کوین و سپس به مدت یک سال در کالج بیشاپ پیش از تصمیم به گذراندن دوره تکمیلی ریاضیات ادامه داد. او به دلیل جداسازی نژادی از پذیرش در دانشگاه بیلر امتناع کرد و در عوض در دوره‌های تابستانی در دانشگاه تگزاس در آستین شرکت کرد. پس از یک سال دیگر تدریس، او تصمیم گرفت به عنوان دانشجوی کارشناسی ارشد به‌طور تمام وقت در دانشگاه تگزاس حضور یابد. او تنها آفریقایی آمریکایی و تنها زن کلاس بود و در ابتدا همکلاسی‌هایش به او توجهی نمی نکردند.
او در این دوران اجازه تدریس نداشت، نمی‌توانست در سخنرانی‌های رابرت لی مور، ریاضی‌دان آمریکایی شرکت کند، و نمی‌توانست به جلسات خارج از دانشگاه بپیوندد، زیرا آنها در کافی‌شاپی برگزار می‌شدند که طبق قانون تگزاس نمی‌توانست به آمریکایی‌های آفریقایی‌تبار خدمت کند. او دربارهٔ این دوران نوشته: «انزوای ریاضی من کامل شد». او در تظاهرات حقوق مدنی شرکت کرد و دوستان و همکارانش اتا فالکونر و لی لورچ در هنگام مرگش نوشتند که «با مهارت، صداقت، استواری و عشق در تمام زندگی خود با نژادپرستی و تبعیض جنسی مبارزه کرد و هرگز تسلیم فشارها یا مشکلاتی نشد که او را در این مسیر فراگرفته بود.»
به عنوان یک مربی، مالون-مایز روش‌های جدیدی را برای آموزش ریاضیات از جمله برنامه‌ای با استفاده از آموزش‌های صوتی توسعه داد. تحقیقات ریاضی او در زمینه آنالیز تابعی بود. مالون مایز در سال ۱۹۶۶ فارغ‌التحصیل شد. استاد راهنمای دکترای او دون ای. ادمونسون بود.
او عضو هیئت مدیره انجمن ملی ریاضیدانان بود. او به عنوان مدیر کل بخش تگزاس انجمن ریاضی آمریکا انتخاب شد و به عنوان مدیر برنامه سخنرانی دبیرستان برای بخش تگزاس خدمت کرد.